# Andrea Mangoni
Andrea Mangoni (Pistoia, 28 ottobre 1960) è un dirigente sportivo, allenatore di calcio ed ex calciatore italiano, di ruolo difensore, tecnico del Prato Social Club in Terza Categoria.

## Carriera

### Giocatore
Dopo avere debuttato in Serie D nell'Aglianese, approdò all'Arezzo nel 1980, quando questa squadra militava in Serie C1. Dopo due stagioni con i toscani vinse il campionato, conquistando la promozione in Serie B, categoria in cui rimase per altri sei anni.
Nel 1988 passò alla Sambenedettese, squadra militante in Serie B, giocandovi per un anno. Nel 1989 si trasferì al Viareggio, vincendo il Campionato Interregionale e ottenendo la promozione in Serie C2.
Nel 1991 passò alla SPAL, in Serie C1, dove vinse un altro campionato e ottenne un'altra promozione in Serie B.
Rimase a Ferrara pure nel seguente campionato cadetto e nella successiva stagione in Serie C1, prima di chiudere la carriera nel 1994.
In carriera ha totalizzato 238 presenze (e 2 reti) in Serie B.

### Allenatore e direttore sportivo
Una volta appese la scarpe al chiodo ha intrapreso la carriera di direttore sportivo. Ha quindi diretto il calciomercato di SPAL, Saronno, Atletico Catania, Rimini, Aglianese, Pistoiese e ancora SPAL. Dal 2008 al 2010 è stato fra gli osservatori del Palermo. Nell'agosto 2010 è stato nominato DS dell'Atletico Arezzo. Il 13 gennaio 2013 è diventato il tecnico della Juniores del Quarrata. Dopo due stagioni alla guida della Juniores, il 17 giugno 2015 è diventato il tecnico della prima squadra.

## Palmarès

### Giocatore
- Coppa Italia Semiprofessionisti: 1

Arezzo: 1980-1981
- Campionato italiano Serie C1: 2

Arezzo: 1981-1982 (girone B)
SPAL: 1991-1992 (girone A)
- Campionato Interregionale: 1

Viareggio: 1989-1990 (girone E)